# Менструальный диск

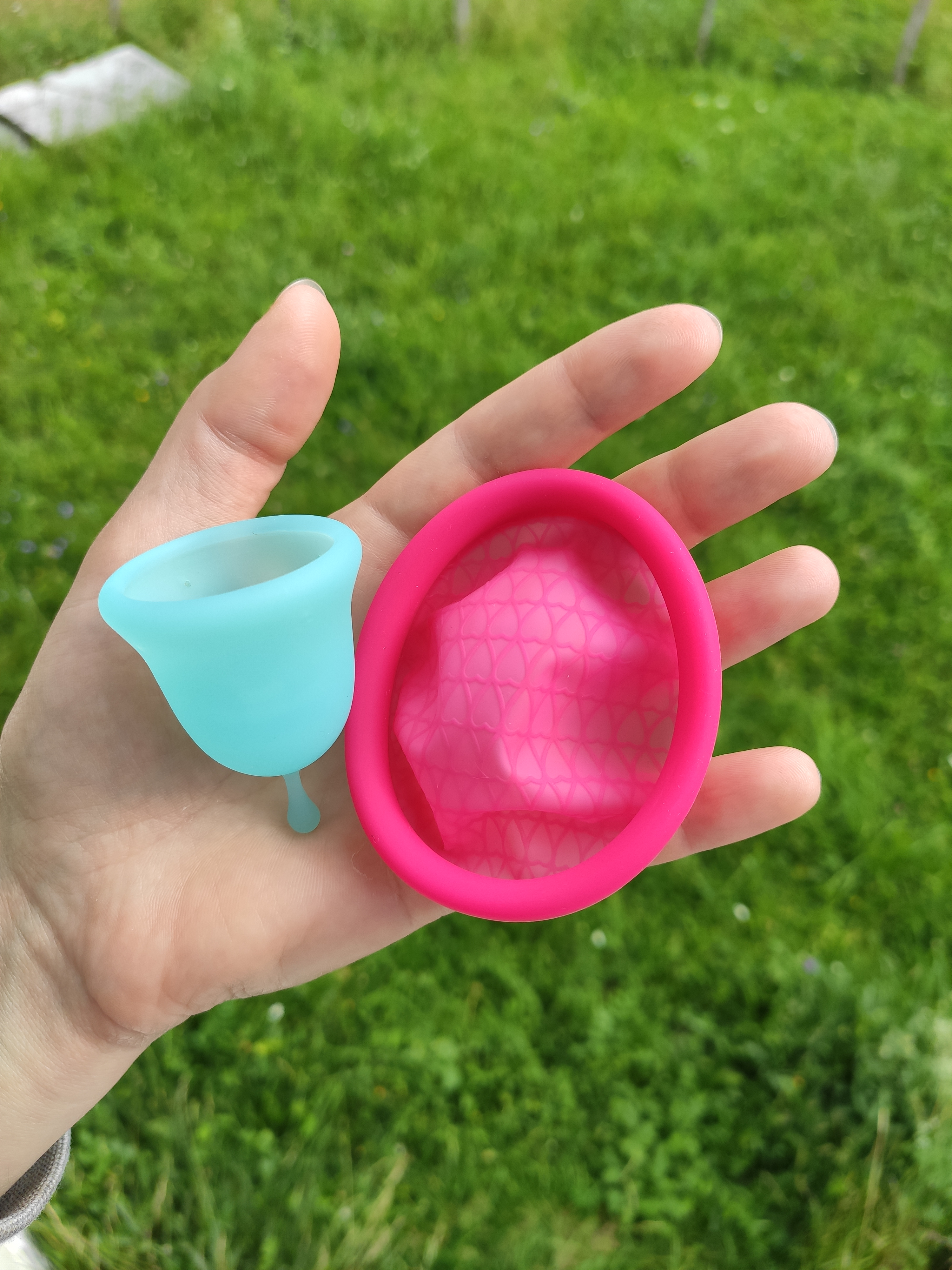
Менструальный диск (розовый) по сравнению с менструальной чашей (голубая)

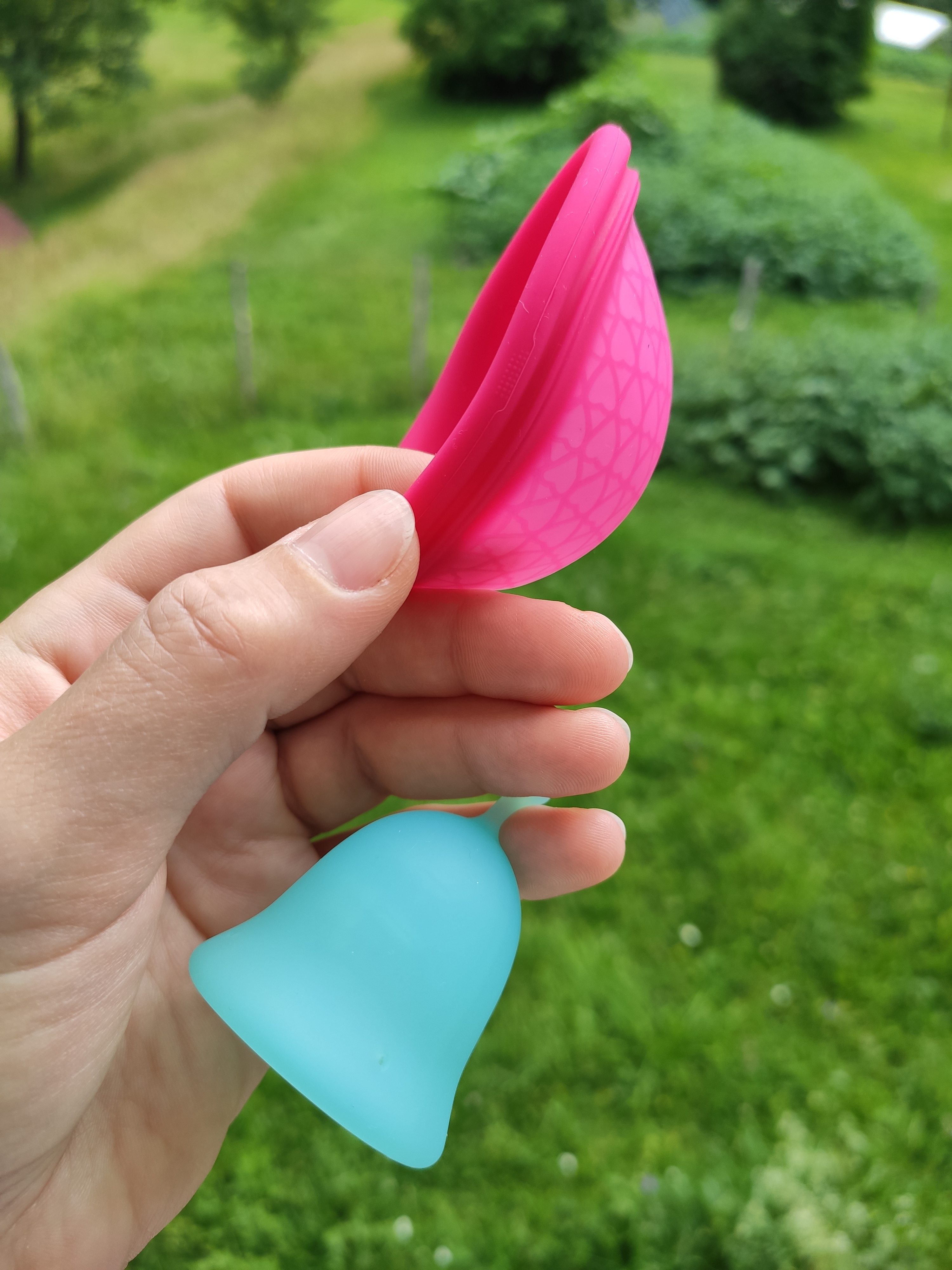
Менструальный диск, вид сбоку

Менструа́льный диск (англ. menstrual disc) — средство интимной гигиены женщин, альтернативное менструальной чаше. Как и чаша, диск представляет собой барьерную ёмкость для сбора менструальных выделений, изготавливается из тех же материалов и бывает многоразовым. Диск состоит из упругого кольца диаметром 6—7 см и мягкой мембраны, как правило, более тонкой, чем стенки менструальных чаш.
Диаметр диска значительно больше, чем у чаши, и, в отличие от чаши, его фиксация внутри влагалища и герметичность прилегания к стенкам влагалища осуществляются не за счёт вакуумного эффекта, а за счёт распирания стенок влагалища, что делает его использование более предпочтительным при наличии риска опущения матки и при наличии внутриматочной спирали. Как и чаша, при правильно подобранном размере и при правильном введении диск не ощущается внутри.
Диск располагают во влагалище диагонально: верхне-задний край упирается в купол влагалища, выше шейки матки, нижне-передний край упирается в лобковую кость сверху изнутри. Благодаря такому расположению он оказывает значительно меньшее давления на внутренние органы — на прямую кишку и мочевой пузырь, что сильно уменьшает возможный дискомфорт, связанный с мочеиспусканием или дефекацией.
Менструальный диск можно носить до 12 часов подряд. Для опорожнения диска его не обязательно извлекать, достаточно оттянуть его нижний край назад, чтобы выделения свободно вытекли.